# Diecezja Belleville
Diecezja Belleville (łac. Dioecesis Bellevillensis, ang. Diocese of Belleville) jest diecezją Kościoła rzymskokatolickiego w południowej części stanu Illinois.

## Historia
Diecezja została kanonicznie erygowana 7 stycznia 1887 roku przez papieża Leona XIII. Wyodrębniono ją z terenów ówczesnej diecezji Alton. Pierwszym ordynariuszem został kapłan pochodzenia niemieckiego John Janssen (1835-1913), dotychczasowy wikariusz generalny diecezji Alton. Bp Janssen wybrał na katedrę diecezjalną kościół św. Piotra (poświęcony w roku 1866).

## Główne świątynie
- Katedra: Katedra św. Piotra w Belleville

Na terenie diecezji znajduje się także narodowe sanktuarium Matki Bożej Śnieżnej (Belleville).

## Biskupi diecezjalni
- John Janssen (1888–1913)
- Henry Althoff (1913–1947)
- Albert Zuroweste (1947–1976)
- William Cosgrove (1976–1981)
- John Wurm (1981–1984)
- James Keleher (1984–1993)
- Wilton Gregory (1993–2004)
- Edward Braxton (2005–2020)
- Michael McGovern (2020–2025)